# Przymiarki (powiat włodawski)
Przymiarki – wieś w Polsce położona w województwie lubelskim, w powiecie włodawskim, w gminie Urszulin.
| SIMC    | Nazwa   | Rodzaj    |
| ------- | ------- | --------- |
| 1025918 | Tadzin  | część wsi |
| 1025924 | Władzin | część wsi |

W latach 1975–1998 miejscowość należała administracyjnie do województwa chełmskiego.
Wieś stanowi sołectwo gminy Urszulin. Według Narodowego Spisu Powszechnego z roku 2011 wieś liczyła 50 mieszkańców.
Wierni Kościoła rzymskokatolickiego należą do parafii św. Stanisława w Wereszczynie.

## Historia
Przymiarki w wieku XIX gwarowo nazywane Majdan Wereszczański